# Niccolò da Fogliano

Stemma dei Da Fogliano.

Niccolò da Fogliano (Reggio nell'Emilia, 1260 circa – XIV secolo) è stato un condottiero italiano e signore di Reggio Emilia.

## Biografia
Era figlio di Ugolino, della nobile famiglia reggiana dei da Fogliano, di parte guelfa.
Fu a capo della fazione della famiglia denominata "Parte di Sopra" che nel 1283 entrò in lite con la parte avversa, chiamata "Parte di Sotto", appoggiata dai potenti Canossa. Le ostilità culminarono nel 1287 quando Niccolò tolse agli avversari alcune località, tra le quali Carpineti. Dopo un breve periodo di signoria cittadina con Obizzo III d'Este, Niccolò si schierò con i ghibellini e nel 1329 divenne signore di Reggio Emilia grazie alla nomina a vicario imperiale da parte dell'imperatore Ludovico il Bavaro, che Niccolò accompagnò fino a Trento mentre faceva ritorno in Germania.

## Discendenza

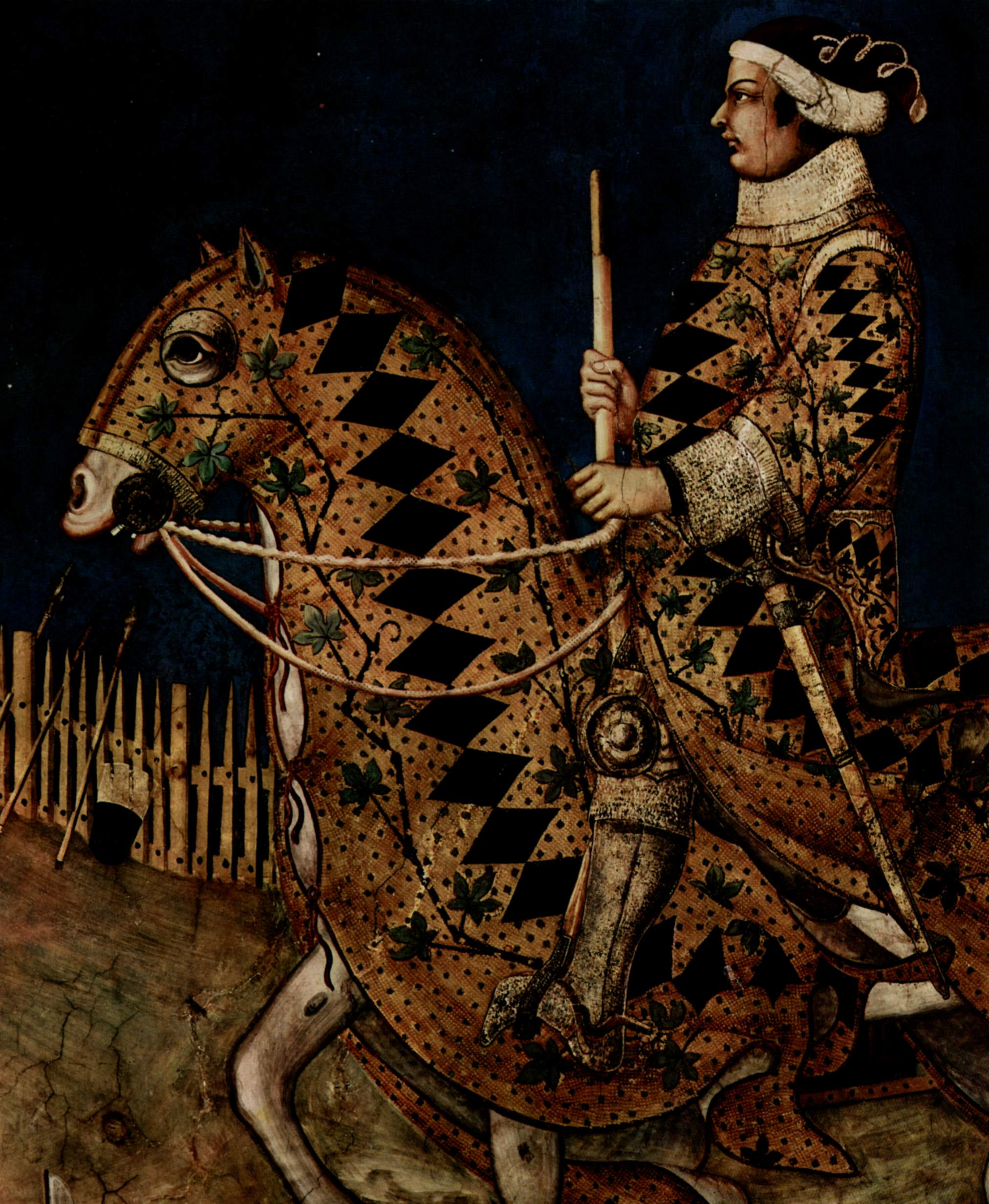
Guidoriccio nel famoso affresco di Simone Martini

Niccolò sposò Caterina della Scala, figlia di Alberto I della Scala, signore di Verona ed ebbero otto figli:
- Tommaso, religioso
- Guidoriccio (1290-1352), condottiero, immortalato da Simone Martini nell'affresco Guidoriccio da Fogliano all'assedio di Montemassi
- Giberto II (1280?-1369), signore di Reggio Emilia
- Matteo
- Paolo (?-1320)
- Giovan Riccio, condottiero, fu al servizio dei Gonzaga
- Guglielmo (?-1341), condottiero
- Contessa, sposò nel 1306 Bailardino Nogarola[1]